# Meols
Meols è un paese di 5 110 abitanti della contea del Merseyside, in Inghilterra.